# Dottor Jekyll e gentile signora
Dottor Jekyll e gentile signora è un film del 1979 diretto da Steno, con protagonisti Paolo Villaggio ed Edwige Fenech. È una commedia fantastica liberamente ispirata al romanzo Lo strano caso del dottor Jekyll e del signor Hyde.

## Trama

Gianrico Tedeschi in una scena del film

Il dottor Henry Jekyll, un uomo bieco e senza scrupoli, è il consigliere di una potente multinazionale, la Pantac, che ha invaso il mondo con ogni sorta di prodotto inquinante e dannoso per la salute. Un giorno, convinto con l'inganno dal cattivo nonno morente Edward Hyde di incrementare la sua cattiveria, Jekyll trangugia il "siero del bene assoluto" (l'ultima cattiveria di suo nonno) e si trasforma nel gentilissimo mister Hyde. La Pantac, su suggerimento del dottor Jekyll, ha assoldato degli assassini per uccidere il corpo di guardia della regina d'Inghilterra per farli entrare travestiti da guardie a palazzo per costringere la sovrana a mangiare e quindi a sponsorizzare una gomma da masticare dannosissima. Hyde decide di sabotare il piano dei suoi colleghi. Il suo modo di parlare addolcito e il suo carattere buontempone fanno breccia nel cuore della sua segretaria miss Barbara, una donna perfida al servizio anche essa della Pantac, che Hyde trasforma (grazie sempre al siero) in una come lui, buona e gentile. Il consiglio d'amministrazione della multinazionale inizialmente medita di farlo eliminare, ma poi soprassiede e agevola il compito del suo ex dipendente di trasformare l'umanità intera votandola al bene, perché cinicamente è più facile dominare e sfruttare un mondo fatto di buoni. Il dottor Jekyll e gentile compagna Barbara Wimply vengono trasferiti in TV dove possono pubblicizzare gli "ottimi" prodotti della Pantac.

## Produzione
Il titolo originale del film era Il dottor Jekill Junior. Le riprese sono iniziate il 31 luglio 1978. La pellicola è stata girata a Londra.

## Distribuzione
Il film è stato distribuito nei cinema italiani dalla Medusa Film il 31 agosto 1979. Ha incassato complessivamente 427.000.000 lire a livello nazionale.

## Luoghi delle riprese
- Le riprese di Buckingham Palace, residenza ufficiale dei sovrani inglesi a Londra, sono in parte vere e in parte realizzate in altri siti.[5]
- Gli esterni autentici della residenza reale sono le riprese davanti all'ingresso principale con i cancelli dorati e quelle lungo il muro di cinta del palazzo sulla Duke of Wellington Place.
- Il cancello secondario, dal quale il dottor Jekyll entra nella residenza reale, e gli adiacenti giardini con la stupenda serra in vetro sono, in realtà, le pertinenze della Chiswick House, villa neopalladiana a Londra, nel quartiere di Chiswick.
- Gli interni della residenza reale sono, invece, quelli di Palazzo Taverna, situato in via di Monte Giordano a Roma.
- Gli interni della casa del dottor Jekyll sono quelli di Palazzo Primoli, situato in via Zanardelli Roma, sede dell'omonima fondazione e del museo napoleonico già visti in Sono fotogenico e in molti altri film.
- Il grattacielo, sede degli uffici della PANTAC, è la Millbank Tower a Londra sulla Millbank lungo il Tamigi.
- I vari luoghi della viabilità londinese sono reali e nel dettaglio: Parliament Square, Saint Margaret Street, Victoria Street, Storey's Gate, Great Smith Street, Parliament Street, la Victoria Embankment con la famosa Boadicea Statue e il celebre Tower Bridge, dove si vedono galleggiare i cadaveri delle guardie reali sul Tamigi.
- Lo stabilimento della PANTAC di Nottingham è, in realtà, lo stabilimento Buzzi Unicem di Guidonia Montecelio (Roma), lo stesso dove lavora Renato Pozzetto in La patata bollente.